# 大科朗
大科朗（法語：Grand-Corent，法語發音：[ɡʁɑ̃ kɔʁɑ̃]）是法国东部安省的一个市镇，属于布雷斯地区布尔格区。

## 地理
大科朗（46°11'57"N, 5°25'51"E）面积7.13 平方千米，位于法国奥弗涅-罗讷-阿尔卑斯大区安省，该省份为法国东部省份，北起汝拉省，西北接索恩-卢瓦尔省，西接罗讷省和里昂大都会，南至伊泽尔省，东与萨瓦省、上萨瓦省和瑞士接壤。
与大科朗接壤的市镇（或旧市镇、城区）包括：锡兹、科尔韦西亚、欧特库尔-罗马内什、叙朗河畔锡芒德尔、维勒勒韦叙尔。

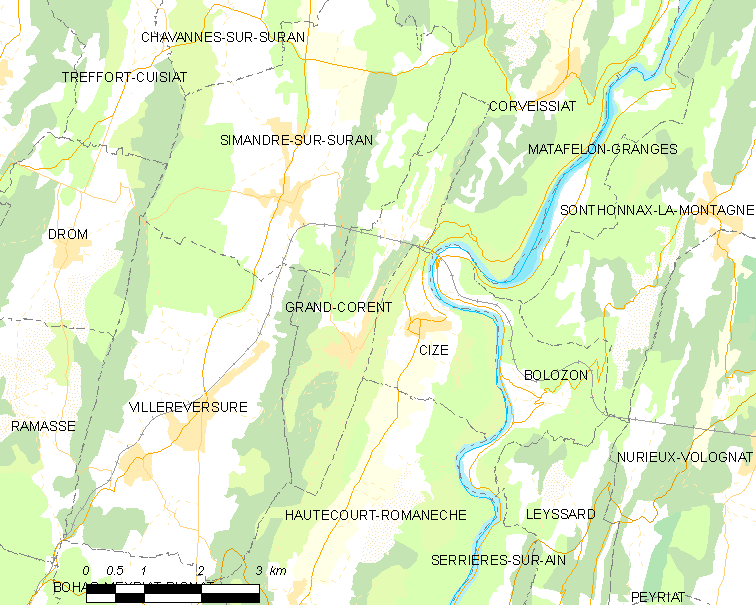
大科朗的OSM定位图

大科朗的时区为UTC+01:00、UTC+02:00（夏令时）。

## 行政
大科朗的邮政编码为01250，INSEE市镇编码为01177。

## 政治
大科朗所属的省级选区为圣艾蒂安迪布瓦县。

## 人口

1962-2008年间大科朗人口变化图示

大科朗于2022年1月1日时的人口数量为186人。